# روبرتو کاماراسا
روبرتو کاماراسا (انگلیسی: Roberto Camarasa؛ زادهٔ ۱ اوت ۱۹۹۵) بازیکن فوتبال اهل اسپانیا است.
از باشگاه‌هایی که در آن بازی کرده‌است می‌توان به باشگاه فوتبال لوانته اشاره کرد.